# Sérénade amère
Pour plus de détails, voir Fiche technique et Distribution.
Sérénade amère (Serenata amara) est un film italien réalisé par Pino Mercanti, sorti en 1952.

## Synopsis
Le film raconte une histoire d'amitié entre deux boxeurs, Mario (Claudio Villa) et Fabrizio (Walter Santesso), perturbée par leur attirance pour la même jeune fille, Anna Maria (Liliana Bonfatti).

## Fiche technique
- Titre français : Sérénade amère[1]
- Titre original : Serenata amara
- Réalisation : Pino Mercanti
- Scénario : Fulvio Palmieri (it), Giuseppe Zucca, Crescenzio Benelli, Luigi Emmanuele, Celso Maria Garatti
- Photographie : Renato Del Frate
- Montage : Otello Colangeli
- Musique : Gino Filippini
- Son : Raffaele Del Monte
- Décors : Peppino Piccolo
- Costumes :
- Producteur : Otello Colangeli
- Société de production : Zeus Cinemontaggio
- Distribution : Zeus Film
- Pays d'origine :  Italie
- Langue : Italien
- Format : Noir et blanc — Son : Mono
- Genre : melodrame
- Durée : 88 minutes
- Dates de sortie : 
  - Italie : 1952
  - France : 1er juin 1954

## Distribution
- Claudio Villa : Mario
- Liliana Bonfatti : Anna Maria
- Walter Santesso : Fabrizio
- Giovanna Pala : Angela
- Gianni Rizzo : Giuseppe
- Ave Ninchi : la mère de Mario
- Umberto Spadaro : le professeur de musique
- Rosolino Bua : le beau-père de Anna Maria
- Mario Bosisio (it) : Carlo
- Ileana Montanari : Bice
- Adriana Lakeroff : Maria
- Roberto Colangeli : Massimo
- Nino Pavese (it)
- Carlo Sposito (it)
- Francesca Liddi :
- Roberto Fiorentini
- Attilio Bossio
- Vittorio André